# 特里菲利亚
特里菲利亚（希臘語：Τριφυλία）是希腊伯罗奔尼撒大区麦西尼亚专区的市镇，行政中心为基帕里夏镇。市镇面积为616.0平方公里，2021年人口数量为22,431人。
此市镇设立于2011年地方政府改革中，由原6个市镇合并而成，原市镇则成为新市镇的6个市区。